# Cypres Records
Cypres Records is een onafhankelijk muzieklabel in Brussel. 
Bij de oprichting in 1994 specialiseerde men zich in cd-uitgaven van hedendaagse en jazz-muziek. Vanaf 2005 werden de activiteiten uitgebreid en gediversifieerd naar klassieke muziek, zowel oude muziek, als het klassieke, romantische en het hedendaagse repertoire.

## Visie
Van bij de oprichting ging veel aandacht naar Belgische muziek, van Guillaume Dufay tot Luc Brewaeys. Niet alleen de bekende namen Orlando di Lasso, Joseph Jongen, César Franck en Henri Vieuxtemps, maar ook "(her)ontdekkingen" als André Souris, Albert Huybrechts en Henri Pousseur.
Met de oprichting van "Cypres Open" in 2006 willen ze kans geven aan jong talent.
Vanaf 2011 werkt het label nauw samen met De Munt, onder meer voor de live-registratie van opera's. 
"Cypres Archive" is een onderafdeling die opnames van onder andere VRT en RTBF wil valoriseren.
Cypres editions streeft een hoge norm na, zowel wat betreft de artistieke kwaliteiten, als de technische kenmerken. In de internationale pers krijgt Cypres dan ook regelmatige positieve vermeldingen, onder meer bij diapason d'or, Goldberg 5 Stars, "CD van de maand" bij Jazz Magazine en Preis der deutschen Schallplattenkritik.

## Kunstenaars
Vele van de opgenomen cd's hebben een band met België, onder meer via de Koningin Elisabethwedstrijd.
- Vertolkers: Lorenzo Gatto, David Lively, Sophie Karthäuser, Cédric Tiberghien, Marie-Nicole Lemieux, Béatrice Martin, José van Dam, Marco Beasley, Philippe Hirschhorn, Anthony Rolfe Johnson, en anderen.
- Componisten: Philippe Boesmans, Fausto Romitelli, Georges Aperghis, Henri Pousseur, Bernard Foccroulle, Jonathan Harvey, Benoît Mernier, Pierre Bartholomé en anderen.
- Ensembles zoals het Huelgas Ensemble, Aka Moon, het nationaal orkest van België, Les Paladins, Koninklijk filarmonisch orkest van Luik, Ictus, Accordone, Centre Henri Pousseur en Les Folies Françoises.